# Joan Pluimer
Joan Pluimer (Amsterdam, ca. 1647 – aldaar, 17 maart 1718) was een Nederlandse dichter en toneelschrijver. Hij schreef een aantal voorspelen, kluchten en blijspelen en vertaalde enkele stukken uit het Frans.
Joan Pluimer was vier decennia lang zeer invloedrijk in de Amsterdamse toneelwereld vanwege zijn benoeming als directeur van de Schouwburg van Van Campen. Hij bleef in functie tot aan zijn overlijden.

## Levensloop
Joan Pluimer was een koopman op de Dam. Zijn broer was Joost Pluimer. Pluimer trouwde in 1668 met Maria Hagenaer, uit een familie die bekend was in de wereld van de letteren. In 1679 werd Joan door de regenten van de Schouwburg van Van Campen aangesteld als directeur. De schouwburg was in het rampjaar gesloten en ging na vijf jaar weer open. Pluimer moest ieder jaar een besloten voorstelling organiseren voor de burgemeesters en de vroedschap; hij schijnt een begenadigde spreker te zijn geweest.
Het is niet onmogelijk dat hij de bijeenkomsten van het literaire gezelschap Nil Volentibus Arduum heeft bezocht. De leden van NVA, zoals Andries Pels pleitten voor het opvoeren van voornamelijk Frans-klassieke stukken en het vermijden van iedere toespeling naar godsdienstige kwesties. Het beleid van de regenten was rampzalig: het was buitenlandse gezelschappen niet toegestaan op te treden in de stadsschouwburg en vermenging van muziek, dans en kunst- en vliegwerk moest vermeden worden. De schouwburg begon verlies te lijden, want ieder jaar moest er 20.000 gulden worden afgestaan aan het Oude Mannen en Vrouwenhuis en het Burgerweeshuis.
Vanaf 1681 pachtte Pluimer het gebouw voor drie jaar, samen met Lodewijk Meyer en gesteund door Pieter de la Croix. Deze drie jaar verliepen dermate succesvol, dat de termijn met nog eens drie jaar werd verlengd. Het aantal premières en komedies steeg. Dirck Buysero en Govert Bidloo schreven meerdere nieuwe werken, voorzien van fraaie decors door Gerard de Lairesse. In 1685 hebben Pluimer en Bidloo een stuk laten opvoeren waarin de opheffing van het Edict van Nantes werd bekritiseerd. Hoe dit stuk heette is niet bekend. Het verdween een half jaar lang van het repertoire, om de verhouding met Lodewijk XIV niet opnieuw te verstoren. Daarna is het kennelijk weer opgevoerd.
Nadat in 1681 de nieuwe opera op Leidsegracht werd gesloten en David Lingelbach het in 1685 geprobeerd had in Buiksloot, aan de overkant van het IJ, kreeg Bidloo de opdracht opera's voor de Schouwburg te schrijven. De eerste productie werd Zonder spijs en wijn kan geen liefde zijn. In 1687 besloot Pluimer enkel nog opera's op te voeren. Vervolgens werden er twee nieuwe directeuren aangesteld, Daniel Lingelbach en Pieter Bernagie, maar vanwege de slechte economische tijden, een heftige beurskrach, waarbij Coenraad van Beuningen een half miljoen gulden verloor, de voorbereidingen van de invasie door stadhouder Willem III en de dreigende oorlog, bleven de bezoekers weg.
Lingelbach en zijn kompaan gaven er nog voor het einde van hun contract de brui aan om niet nog meer verlies te lijden. Vanwege de kosten werden er vanaf 1690 nauwelijks meer opera's opgevoerd, ondanks de stijgende populariteit in het buitenland. Doordat er nieuwe functies in het leven werden geroepen en verantwoordelijkheden verschoven, is de juiste volgorde van directeuren niet helemaal duidelijk, maar ook IJsbrand Vincent kreeg een aanstelling. In 1693 was Joan Pluimer directeur samen met Pieter Bernagie, de auteur van een aantal succesvolle kluchten. Pluimer verhuisde in deze tijd mogelijk naar de Prinsengracht bij de Runstraat, en betrok een pand direct achter de schouwburg. Pluimer hekelde de Turkse tirannie op het continent en vermoedde, na de overwinning van Lodewijk Willem van Baden-Baden, in een allegorisch gedicht dat Mercurius Europa zou moeten troosten. In 1697 bezong hij de op handen zijnde Vrede van Rijswijk.
Ook als er belangrijke buitenlandse gasten kwamen, hield Pluimer toespraken, waarbij hij zorgvuldig vermeed in te gaan op de actualiteit. De bezoeken van August Willem van Brunswijk-Wolfenbüttel, Frederik I van Pruisen, tsaar Peter de Grote, de hertog van Marlborough, en keizer Karel VI werden beschouwd als hoogtepunten gedurende hun verblijf in de stad Amsterdam. Het programma was aangepast en werd beperkt tot een of twee kluchten door Abraham Peys, verlucht met spectaculaire decors en veel muziek en dans, een eerste aanzetten tot de opera buffa.

## Werk
Joan Pluimer zou nog door Vondel zelf in de dichtkunst zijn onderwezen. De eerste dichtbundel waarin zijn werk verscheen (1677) was een gezamenlijke uitgave met Joan van Broekhuizen; hierin waren 15 gedichten van Pluimer opgenomen. Voor een gelegenheidsgedicht op de overtocht van Willem III naar Engeland en een over de daarop volgende kroning in 1689, ontving hij van de koning een gouden gedenkpenning. In 1692 en 1723 verschenen twee grote verzamelbundels met werk van zijn hand.
Hij onderhield contacten met bekende schrijvers van zijn tijd, waaronder Joannes Antonides van der Goes, Joan van Broekhuizen, Brandt, Petrus Francius, Abraham Bogaert, Pieter Bernagie en Katharyne Lescailje (de 'erven Lescailje' gaven ook werk van Pluimer uit). Deze laatste schreef een zevental gedichten aan hem, waarin ze hem onder meer met Vondel vergelijkt:
Hoe groot, hoe heerlyk kunt gy 's Vorsten lof trompetten!
In Mengeldicht de wys op Vrede en Oorlog zetten!
In Minne- en Bruiloftstoon elk streeven ver voorby!
De Zangberg staat verbaasd wanneer gy dien laat hooren
Den geest van Vondel en Antonides herbooren,
Op zo volmaakten wys, in uwe Poëzy.
(Katharyne Lescailje, Mengelpoëzy)
Hij gold na de dood van Antonides, zijn boezemvriend, als de beste dichter van zijn tijd. Gerard de Lairesse nam een gedicht van Pluimer op in zijn Groot Schilderboek (1707).

## Fragment van Joan Pluimer
Zomer vreugd, Verbeeld door een aangename droom
(...)
Gelukkig Amsterdam! gy huisvest myn Katryn,
Die aan uw Kroon verstrekt een held're zonneschijn;
Zij zal, door Heldenlof, en zoete minnedichten,
Opklimmen 't hoog Parnas, en zelf Apol verplichten,
Dat hy eerbiediglyk haar kroone met lauwrier,
En huwe zyn geluid aan haar volmaakte lier.
(...)

## Uitgaven
Poëzie

Titelprent Gedichten door Joan Pluimer

- Liergezang op de blyde aankomst van Z.M. in Hollant (z.j.)
- Gedichten (1677) met Joan van Broekhuizen
- Gedichten (1692)
- Tweede deel (1723)

Toneel
- Voorspel (1678)
- De bedrooge vrijjers (1679)
- De buitenspoorige jaloersche (1681)
- De vrek, naar Molière (vert. uit het Frans) (1685)
- De verlooren schildwacht (vert. uit het Frans) (1686)
- School voor jaloerschen (1691)
- Krispijn Starrekijker (1709)
- Pyramus en Thisbé (1723)
- Reinout in het betoverde hof, zijnde het gevolg van Armida (1728)